# Shane Gibson
Shane Gibson je gitarist u Backup Bandu nu metal sastava Korn. Nadimak Mr. Stork je uzeo po svom solo albumu koji je izdao prije susreta s Kornom.

## Diskografija
1. Mr. Stork - (2005.)
2. Deveti Studijski Album (Korn) - (2010.)